# دهه ۶۱۰ (میلادی)
دهه ۶۱۰ (میلادی) دهه شصت و یکم تقویم میلادی است.

## درگذشتگان
‎